# 彭代河
彭代河（Pendé）是非洲中部的河流，屬於洛貢河的右支流，自發源地中非共和國的瓦姆-彭代省往北方流進，成為中非共和國和乍得接壤的邊界，最終與洛貢河匯流，流域面積14,300平方公里。